# Mistrzostwa Polski Par Klubowych na Żużlu 2011
Mistrzostwa Polski Par Klubowych na Żużlu 2011 – zawody żużlowe, mające na celu wyłonienie medalistów mistrzostw Polski par klubowych w sezonie 2011. Rozegrano trzy turnieje eliminacyjne oraz finał, w którym zwyciężyli zawodnicy Sparty Wrocław.

## Finał
- Zielona Góra, 22 czerwca 2011
- Sędzia: Wojciech Grodzki

| Miejsce | Kluby                 | Suma | Zawodnicy                                               | Punkty                                            |
| ------- | --------------------- | ---- | ------------------------------------------------------- | ------------------------------------------------- |
| złoto   | Betard Sparta Wrocław | 25   | Piotr Świderski Tomasz Jędrzejak Maciej Janowski        | 14 (2,2,2,3,2,3) 10 (3,3,–,–,3,1) 1 (–,–,1,d,–,–) |
| srebro  | Falubaz Zielona Góra  | 22   | Piotr Protasiewicz Patryk Dudek Adam Strzelec           | 13 (3,2,0,3,2,3) 9 (1,0,3,2,1,2) ns               |
| brąz    | Lechma Poznań         | 19   | Norbert Kościuch Robert Miśkowiak Adrian Szewczykowski  | 9 (0,1,3,0,3,2) 10 (1,3,0,3,2,1) ns               |
| 4       | Tauron Azoty Tarnów   | 18   | Sebastian Ułamek Krzysztof Kasprzak                     | 9 (1,1,1,0,3,3) 9 (3,0,3,1,2,0)                   |
| 5       | Polonia Bydgoszcz     | 16   | Grzegorz Walasek Tomasz Gapiński Robert Kościecha       | 11 (3,2,3,1,1,1) 0 (–,0,–,–,–,–) 5 (1,–,2,2,0,0)  |
| 6       | PGE Marma Rzeszów     | 13   | Rafał Okoniewski Maciej Kuciapa Dawid Lampart           | 6 (2,–,1,–,3,t) 5 (0,2,–,1,0,2) 2 (–,0,0,2,–,–)   |
| 7       | Orzeł Łódź            | 12   | Mateusz Szczepaniak Daniel Jeleniewski Łukasz Jankowski | 5 (0,3,0,2,–,0) 5 (2,1,2,t,0,–) 2 (–,–,–,–,1,1)   |

Bieg po biegu:
1. Walasek, Jeleniewski, Kościecha, Szczepaniak
2. Kasprzak, Okoniewski, Ułamek, Kuciapa
3. Jędrzejak, Świderski, Miśkowiak, Kościuch
4. Protasiewicz, Walasek, Dudek, Gapiński
5. Szczepaniak, Kuciapa, Jeleniewski, Lampart
6. Jędrzejak, Świderski, Ułamek, Kasprzak
7. Miśkowiak, Protasiewicz, Kościuch, Dudek
8. Walasek, Kościecha, Okoniewski, Lampart
9. Kasprzak, Jeleniewski, Ułamek, Szczepaniak
10. Dudek, Świderski, Janowski, Protasiewicz
11. Kościuch, Kościecha, Walasek, Miśkowiak
12. Świderski, Szczepaniak, Janowski (d/start), Jeleniewski (t)
13. Miśkowiak, Lampart, Kuciapa, Kościuch
14. Protasiewicz, Dudek, Kasprzak, Ułamek
15. Jędrzejak, Świderski, Walasek, Kościecha
16. Kościuch, Miśkowiak, Jankowski, Jeleniewski
17. Okoniewski, Protasiewicz, Dudek, Kuciapa
18. Ułamek, Kasprzak, Walasek, Kościecha
19. Protasiewicz, Dudek, Jankowski, Szczepaniak
20. Świderski, Kuciapa, Jędrzejak, Okoniewski
21. Ułamek, Kościuch, Miśkowiak, Kasprzak